# Elliot Käck
Carl Elliot Leifson Käck (Stoccolma, 18 settembre 1989) è un ex calciatore svedese, di ruolo difensore.

## Carriera
Käck ha fatto tutta la trafila delle giovanili nel Djurgården.
Uscito dal vivaio, nel 2008 è stato prestato al Värtans IK in Division 3, il quinto livello del calcio svedese. L'anno successivo passa a titolo definitivo al Värmdö IF, nella stagione in cui la squadra ha debuttato in Division 2. Dal 2010 al 2011 ha fatto parte dell'Hammarby Talang FF, la squadra di sviluppo in cui l'Hammarby IF faceva giocare i propri prospetti. Qui milita in terza serie.
Nel 2012 si è trasferito a Uppsala per giocare con i colori del Sirius, contribuendo alla promozione in Superettan ottenuta al termine del campionato 2013. All'esordio nella serie cadetta ha messo a segno tre assist nel match inaugurale vinto 5-1 contro il neoretrocesso Syrianska.
Il 4 novembre 2014 il Djurgården ha annunciato sul proprio sito ufficiale che, a partire dal gennaio seguente, Käck sarebbe tornato a vestire i colori dei "Blåränderna" per i successivi tre anni. Ha debuttato in Allsvenskan il 9 aprile 2015 in Häcken-Djurgården 1-1. In quella stagione è subentrato spesso nel corso della ripresa come terzino sinistro, ma nel finale di stagione ha trovato spazio anche da titolare. Nelle due stagioni seguenti è stato, in entrambi i casi, l'unico giocatore del Djurgården ad aver disputato tutte e 30 le partite di campionato.
L'8 dicembre 2017, i norvegesi dello Start – neopromossi in Eliteserien – hanno reso noto d'aver ingaggiato Käck, che si sarebbe aggregato al nuovo club a partire dal 1º gennaio 2018, arrivando a parametro zero.
L'8 gennaio 2019 ha fatto ritorno al Djurgården, firmando un contratto triennale poi rinnovato fino al 2023. Durante l'Allsvenskan 2022, tuttavia, Käck ha giocato (da subentrante) solo nelle prime due giornate, prima di essere operato al ginocchio. Da quel momento in poi Käck non è mai più tornato in campo: nell'ottobre 2023, dopo mesi di riabilitazione, ha annunciato il suo ritiro dal calcio giocato per via del dolore al ginocchio.

## Palmarès

### Club

#### Competizioni nazionali
- Campionato svedese: 1

Djurgården: 2019